# Битва под Ростовом
Битва под Ростовом — эпизод «тушинского» периода Смутого времени. Отряд сторонников Лжедмитрия II победил под стенами Ростова отряд ратных людей, верных царю Василию Шуйскому. Результатом сражения стало взятие и разорение города, а также пленение находившегося в нём митрополита Ростовского и Ярославского Филарета (будущего патриарха и отца будущего царя Михаила Романова).

## Предыстория
Накануне событий под Ростовом тушинцы одержали победу над царским войском в битве под Рахманцевом и начали осаду Троице-Сергиева монастыря. Одновременно они пытались привести к присяге самозванцу как можно больше городов замосковного края. Правительство Шуйского попыталось объединить стоявших в разных городах ратных людей, чтобы сформировать силу, способную выбить тушинцев из занятого ими Переславля-Залесского и затем начать деблокаду Троицкого монастыря. Для этого в Ростове под началом воеводы Третьяка Сеитова соединились дети боярские и ополченцы из Владимира, Мурома, Ярославля и Ростова. Они насчитывали около 2000 человек. В их отсутствие в охраняемых ими ранее городах началась «шатость», некоторые города начали слать делегации в Тушинский лагерь и присягать самозванцу. Количество тушинцев во главе с Петром Головичем и Тимофеем Бьюговым, шедших к Ростову, составляло лишь 800 человек. Среди них были польско-литовские интервенты, русские перебежчики (в том числе, переславцы) и запорожские казаки.

## Ход сражения и взятие Ростова
Поскольку ветхий Ростовский детинец был малопригодным для обороны, войско Сеитова вышло из города и направилось к Переславлю, удерживаемому тушинцами. Однако на рассвете 15 октября оно, находясь в походном порядке, было внезапно атаковано и смято тушинцами, которые обратили его в бегство и на его плечах ворвались в Ростов. Начались бои на улицах города. Хотя защитники вместе с горожанами бились отважно, они были дезорганизованы и в конечном итоге были побеждены. В городе начались пожары, резня и грабежи. Часть людей Сеитова смогла пробиться и уйти в Ярославль, другие защитники города были оттеснены к Успенскому собору, где заперлись вместе с митрополитом Филаретом и оказывали сопротивление ещё несколько часов. Затем митрополит Филарет, осознав безнадёжное положение, в попытке добиться снисхождения для оставшихся воинов вышел к осаждавшим с хлебом и солью. Однако те сразу же ворвались в храм и перебили почти всех защитников. Филарет и оставленный в живых Сеитов в простых рубищах были брошены в телегу и отправлены к самозванцу. Лжедмитрий II оказал Филарету тёплый приём и наделил его саном «нареченного» патриарха. Сеитов был, по-видимому, казнён.

## Последующие события
В Ростове тушинцам досталась богатейшая добыча, которая произвела на наёмников сильное впечатление. Был разорён в том числе и кафедральный Успенский собор. Уникальные образцы древнерусского искусства были разграблены или погибли под клинками наёмников и казаков. Присяга ростовцев несколько месяцев демонстративно не принималась. В последующие месяцы жители Ростова и ростовского уезда, судя по документам, жестоко страдали от произвола и насилия интервентов. После освобождения Ростова войском Михаила Скопина-Шуйского в конце 1609 года, город был вновь взят и разорён «лисовчиками» весной 1610 года. Летом 1611 года Ростов, лишившийся всяких укреплений, был ещё раз взят и разграблен солдатами Яна Сапеги. Количество жителей Ростова после событий Смуты уменьшилось в несколько раз.

## След в культуре
События Смуты в Ростове стали сюжетом пьесы Александра Островского «Тушино», написанной в 1866 году.
Пленение Филарета экранизировано в телесериале «Годунов» (2018).